# Фаняново
Фаняново (пол. Fanianowo, нім. Adolfsdorf) — село в Польщі, у гміні Лобжениця Пільського повіту Великопольського воєводства.
Населення — 135 осіб (2011).
У 1975-1998 роках село належало до Пільського воєводства.

## Демографія
Демографічна структура станом на 31 березня 2011 року:
|          | Загалом | Допрацездатний вік | Працездатний вік | Постпрацездатний вік |
| -------- | ------- | ------------------ | ---------------- | -------------------- |
| Чоловіки | 76      | 20                 | 51               | 5                    |
| Жінки    | 59      | 15                 | 33               | 11                   |
| Разом    | 135     | 35                 | 84               | 16                   |